# Ludwig Clericus

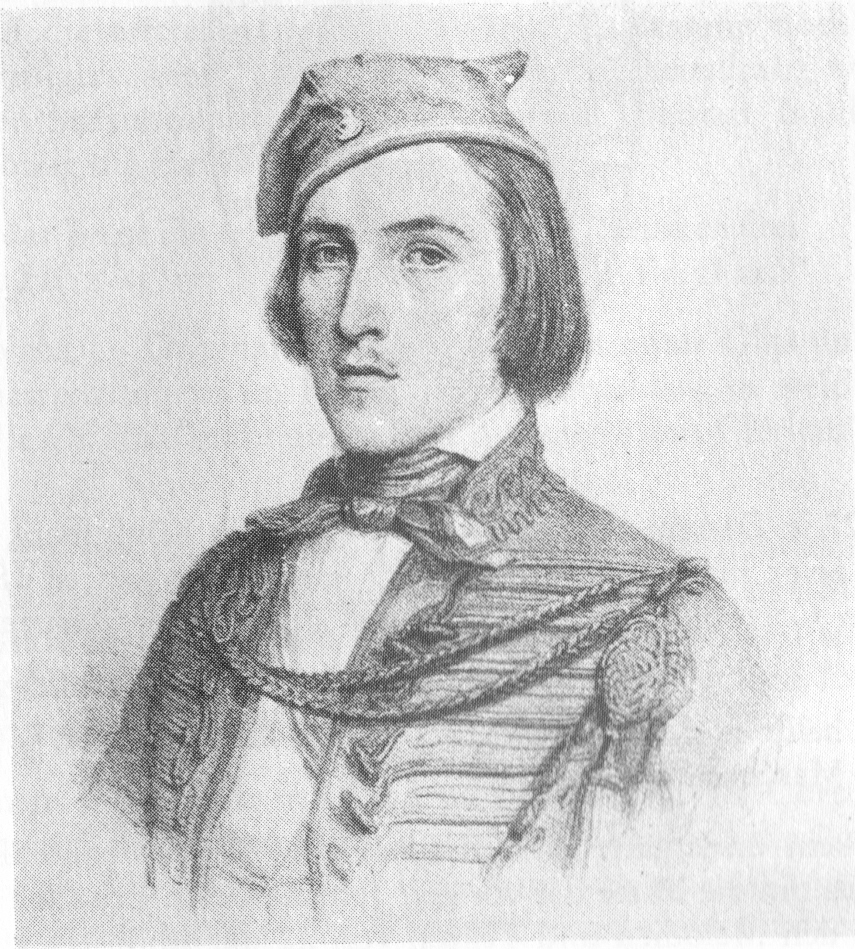
Clericus als Student mit Pekesche und Konfederatka (Gustav Graef, 1851)

Ludwig August Clericus (* 28. März 1827 in Danzig; † 1. März 1892 in Magdeburg) war ein deutscher Sphragistiker, Genealoge, Illustrator, Heraldiker und Redakteur.

## Leben
Clericus besuchte das Königliche Gymnasium in Elbing und das Kneiphöfische Gymnasium in Königsberg i. Pr. Nach dem Abitur immatrikulierte er sich an der Albertus-Universität Königsberg für Rechtswissenschaft. Im Wintersemester 1847/48 wurde er im Corps Masovia aktiv. Ihm widmete er das Liederbuch der Albertina und das Farbenlied
Seht her, wie stolz ich um mich schau,
 die Brust geschmückt mit rot-weiß-blau.
Er brach das Jurastudium ab und wechselte 1850 an die Kunstakademie Königsberg. 1855 übersiedelte er nach Berlin. Hier begann er als freier Schriftsteller und Redakteur. Ende der 1860er Jahre war Clericus als Illustrator für zahlreiche Zeitungen und Zeitschriften tätig, darunter der Kladderadatsch und die Leipziger Illustrirte Zeitung. Er begann, sich für Heraldik, Numismatik und Siegelkunde zu interessieren. Schwerpunkt waren dabei die Städtewappen und ihre Geschichte, und Ausgang seiner Forschungen bildete die umfangreichen Siegelsammlungen. In Berlin hatte er wesentlichen Anteil an der Herausgabe des Herolds und anderer Kunstzeitschriften; das Heroldsamt würdigte seine einschlägige Schrift. Um 1880 übersiedelte er nach Magdeburg, wo er das Kunstgewerbemuseum leitete und Sekretär und Verwalter des Kunstgewerbevereins war. Neue Kunstgewerbevereine in Burg (bei Magdeburg), Gardelegen und Quedlinburg basierten auf seinem Arrangement bei deren Gründung. Bekannt geworden sind Ausstellungen durch seinen Einsatz dieser Kunstgewerbevereine in Halle (Saale) im Jahr 1881. Es folgten München (1888) und London (1891). Die Zeitschrift Pallas wurde von Clericus wesentlich beeinflusst.
Unter Bezug auf das masurische Bassenheim und das Wappen der Waldbott wollte Clericus Masovias Wappen ändern. Gegen die „Gewöhnung“ an das alte setzte er sich nicht durch.

## Werke
- Liederbuch der Albertina, 1850.
- Berliner Fremden-Bilder. 1860.
- Wappenbuch der schlesischen Städte. 1870.
- H. von Saurma-Jeltsch: Wappenbuch der schlesischen Städte und Städtel. 1870 (Illustration)
- Das Wappen des deutschen Kaisers und der deutschen Reichsfarben. 1871.
- Schwarzweiße Bilder. Geschichte Altpreußens in sieben heraldischen Silhouetten, 1882
- Städtewappen, Lieferung 16–19, in: J. Siebmacher’s großes und allgemeines Wappenbuch I/4, 1885.
- Roccoco. Entwürfe für die graphische Kunst und das Kunstgewerbe, 1. Lieferung, 1886.
- Amtlich totgeschwiegen. Eine Geschichte aus der Gegenwart, 1888.
- Gewerbe und Kunstgewerbe in der Heraldik. Die Entstehung und Bildung der Wappen und des Wappenschildes.

## Siehe auch

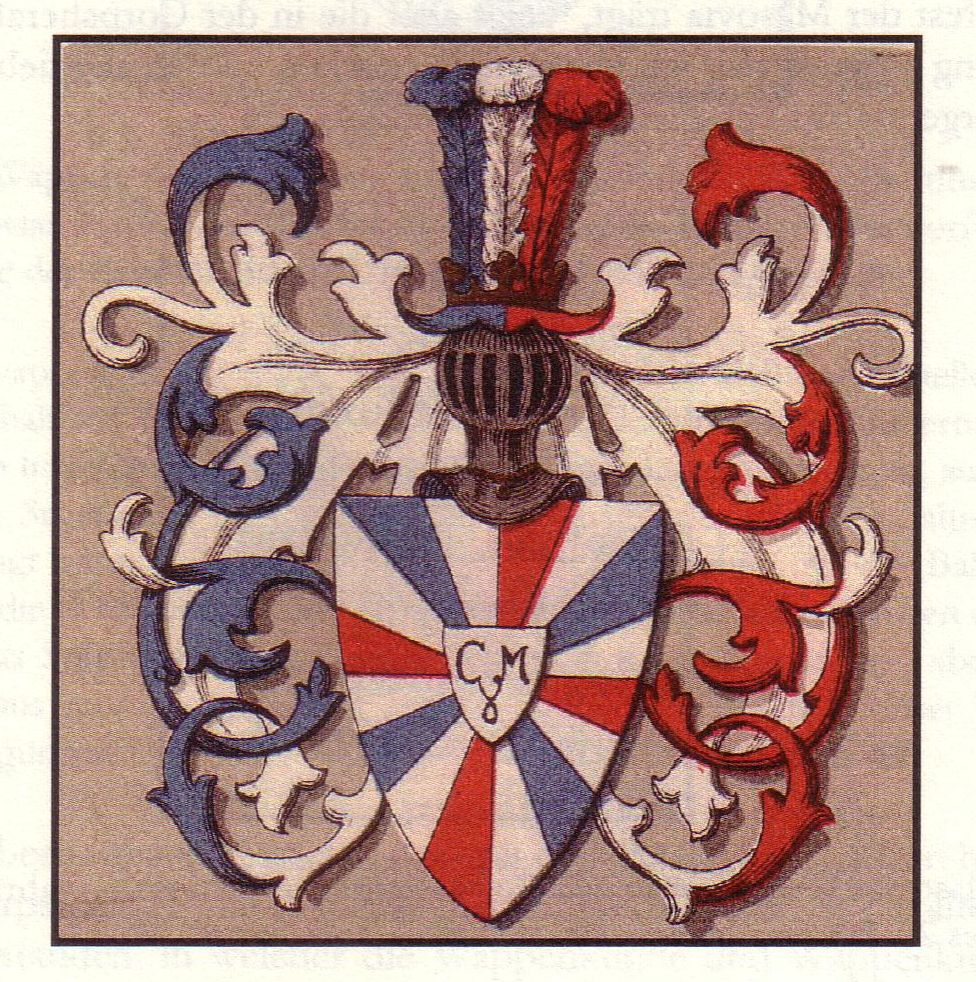
Clericus’ Vorschlag für ein neues Masurenwappen